# Cyonosaurus
Cyonosaurus (лат.) — вымерший род мелких примитивных южноафриканских горогонопсов позднего пермского периода. Типовой вид — Cyonosaurus longiceps, описан Ольсеном в 1937 году. Не принадлежит ни к одному из известных подсемейств горгонопсий.

## Описание

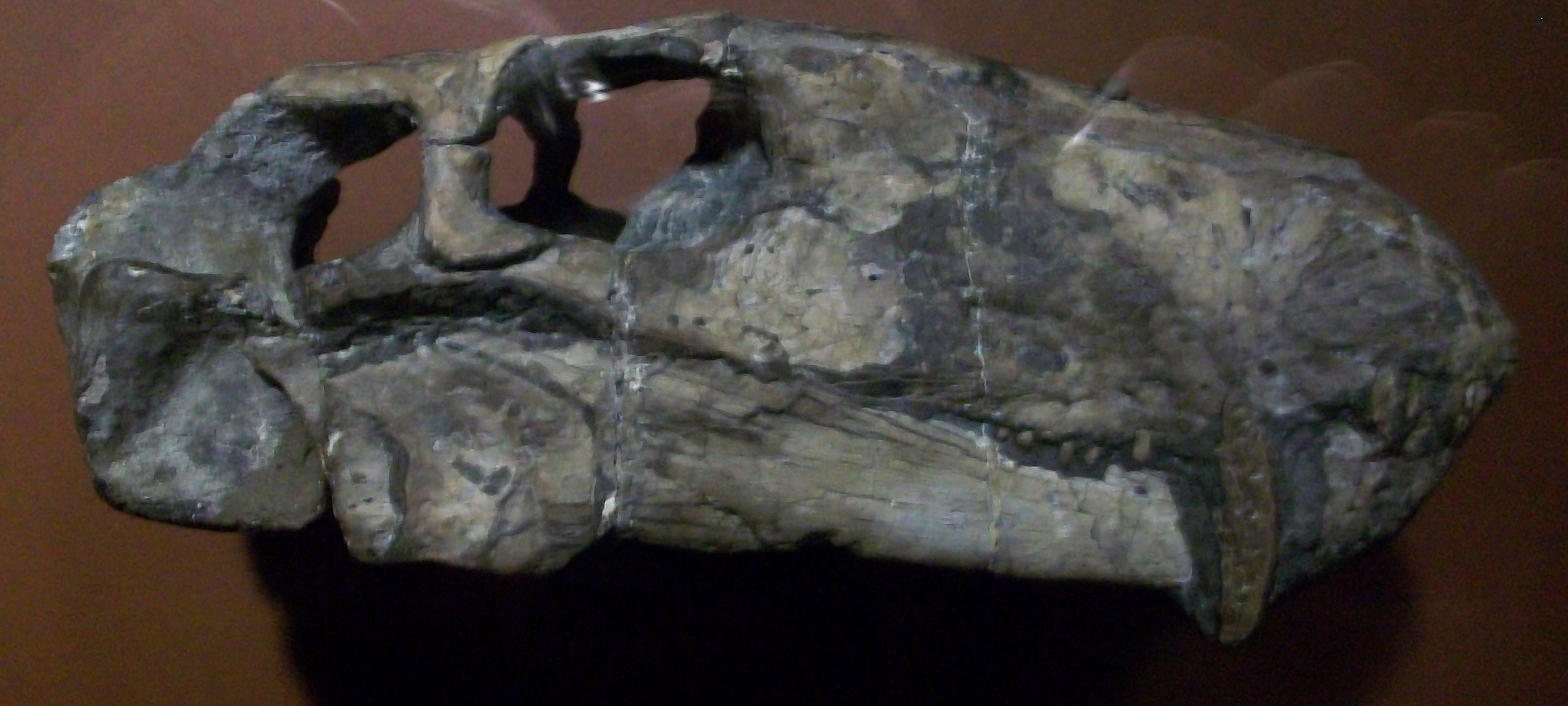
Череп Cyonosaurus longiceps в Филдовском музее естественной истории

Череп низкий, очень длинный и узкий, длиной от 9 до 16—18 см. Дорсальный профиль черепа прямой, морда слегка закруглена; наружные ноздри расположены дорсально. Височное отверстие удлинённое. Орбиты относительно небольшие. Резцы и клыки тонкие, не очень длинные, послеклыковые зубы относительно многочисленные (4—7 пар). Нижняя челюсть низкая. В целом животные имеют некоторые признаки молодых особей, возможно речь идет о своеобразной фетализации.

## Распространение
Всего около 5 видов, из поздней перми (зоны Cistecephalus — Dicynodon) Южной Африки и Танзании. Указание на выживание этого рода в раннем триасе, скорее всего, ошибочно. По образу жизни Cyonosaurus мог быть мелким неспециализированным хищником, типа современных собачьих.